# Kyabobo National Park
Kyabobo National Park är en nationalpark i Ghana. Den ligger i regionen Voltaregionen, i den östra delen av landet, 300 km norr om huvudstaden Accra.